# Fort Laramie traktaten (1851)
Fort Laramie traktaten (1851) er en vigtig traktat indgået i 1851 mellem ni selvstændige nationer til stede på den nordamerikanske prærie, nemlig U.S.A. og otte indianerstammer. Ved at tilslutte sig traktaten enedes parterne om de fremtidige retningslinjer for et ellers konfliktfyldt område. Af deltagende præriestammer, hvoraf flere var arvefjender, var der assiniboinerne, arikara-, mandan- og hidatsa-stammen (kaldet gros ventre-stammen i traktaten), crowerne, cheyenne- og arapaho-stammen samt lakotaerne (teton-siouxerne).
Traktaten skulle dels skabe fred mellem de indbyrdes stridende stammer og dels forebygge konflikter mellem de enkelte stammer og U.S.A. Sidstnævnte nation var især repræsenteret i området af en øget strøm af gennemrejsende nybyggere og guldgravere. Traktaten fastlagde samtidig grænserne for de enkelte stammers territorier afgrænset både nordpå og østpå af Missouri River. Tilsammen spændte territorierne over områder i North – og South Dakota, Montana, Wyoming, Nebraska, Kansas og Colorado. U.S.A. erhvervede ikke nye landområder med traktaten, men sikrede sig retten til at anlægge veje og bygge forter i de respektive stammers territorier. Til gengæld skulle U.S.A. købe varer efter eget valg for samlet 50.000 dollars hvert af de følgende ti år og levere dem til stammerne.:594-596 
Traktaten har navn efter militærstationen Fort Laramie ved North Platte River i Wyoming, hvor det var meningen at repræsentanterne for stammerne og U.S.A. skulle samles. Af praktiske grunde stod forhandlingerne 50 km øst for fortet ved et tilløb til North Platte River i Nebraska,:1076  og traktaten kaldes derfor også Horse Creek traktaten.:117, note 5  Cheyennerne og visse andre stammer huskede mødet som ”den store uddeling” på grund af amerikanernes uddeling af tæpper, sukker og kaffe samt andet i forbindelse med de lange forhandlinger.:161  :77  Flere lakotaer lagde vægt på det exceptionelle ved, at de indgik en fredsaftale med arvefjenderne i crow-stammen og fremdrog dette resultat af mødet i deres vintertællinger.:121 
(Flere år senere indgik lakotaerne og U.S.A. en ny traktat ved Fort Laramie, der gerne kaldes Fort Laramie traktaten (1868) for at undgå forveksling mellem de to aftaler.):998-1007 

## Tidligere relationer mellem traktatens parter
I 1851 havde U.S.A. udkæmpet en enkelt kamp med én af de underskrivende stammer, nemlig arikara-stammen i 1823. Ved den lejlighed havde hæren fået støtte af bl.a. flere lakotaer, der skiftevis handlede med og lå i krig med arikaraerne.:54  Ellers stødte lakotaerne sammen med assiniboiner og især crower,:42  men også med mandan- og hidatsa-indianere, der fra gammel tid var to allierede folk.:75  Til den sidstnævnte alliance hørte også arikaraerne, der tidligere havde ligget i konflikt med de to andre stammer byindianere.:99  Ud over de talstærke lakotaer regnede byindianerne medlemmerne af assiniboine-stammen for fjender.:43  Crowerne kom ligeledes fra tid til anden i kamp med assiniboinerne,:42  og de udkæmpede kampe med og erobrede heste fra både lakotaerne og disses allierede i cheyenne- og arapaho-stammen;:52  og vice versa.:64-65 

## Den første tale om en traktat
Op mod 25.000 emigranter og guldgravere krydsede prærien fra øst til vest i 1849 ad dels Oregon Trail langs Platte River og dels ved at følge Santa Fe Trails sydligere hjulspor.:7  Ruten til Santa Fe gik knap nok gennem områder krævet af nogle af stammerne, men lå i udkanten af dem.:18  Emigranterne bragte sygdomme som kolera ind på prærien, og undervejs fældede de træer og nedlagde vildt, hvilket indianerne så på med stigende bekymring.:96 
De første amerikanske røster om at forebygge konflikter ved at kompensere indianerne for deres tab og samtidig få en traktatgaranteret ret til at gennemkrydse områderne kom i juni 1849.:43  I foråret 1851 bevilgede kongressen 100.000 dollars til formålet.:52  Omkring september stillede de sammenkaldte indianere hundredevis af tipier op ved Horse Creek:99-100  for at deltage i det hidtil største møde mellem en række af præriens stammer.
Brulé-lakotaen Conquering Bear var én af flere høvdinge, der ville tale på vegne af lakotaerne og til slut underskrive traktaten.:151  Fire cheyenne-høvdinge ville deltage i traktatforhandlingerne, hvoraf Yellow Wolf var den ene.:45  Little Owl, Cut Nose og Big Man repræsenterede arapahoerne.:32  Høvding Big Robber (faktisk Big Shadow) havde taget vejen til Horse Creek som en af to talsmænd for crowerne.:14  Høvdingene Crazy Bear og The First Who Flies ville varetage assiniboinernes interesser.:46  Hidatsa høvding Four Bears og muligvis mandan høvding Red Roan Cow ville tage del i forhandlingerne sammen med arikara høvdingene Bear Chief og Gray Prarie Eagle.:103  Inspektør David D. Mitchell og indianeragent (befuldmægtiget) Thomas Fitzpatrick repræsenterede U.S.A.:52  Ellers var der tolke til stede og også jesuit-præsten fader De Smet.:99-101 

## Traktaten
To ugers forhandlinger mellem parterne endte med vedtagelsen af Fort Laramie traktaten den 17. september.:101 
De underskrivende parter lovede at skabe en ”effektiv og varig fred” (artikel 1). U.S.A. sikrede sig retten til at anlægge veje og bygge militærstationer og andre bygninger i de respektive stammers områder (artikel 2). U.S.A. lovede at beskytte indianerne mod udplyndring og forøvelse af hærværk begået af amerikanere, når traktaten var endeligt vedtaget af senatet (artikel 3). De forskellige stammer lovede omvendt at kompensere amerikanerne, hvis de gjorde uret mod dem (artikel 4). Stammerne anerkendte de fastsatte grænser for de fem indianerterritorier defineret i traktaten (artikel 5); som følge af cheyenne- og arapaho-stammens tætte relationer var de fælles om ét territorium, og det samme var tilfældet med arikara-, mandan- og hidatsa-stammen. Stammerne accepterede at vælge en ”overhøvding”, der fremover skulle agere som talsmand for stammen under nye forhandlinger med U.S.A. (artikel 6). Som en godtgørelse til stammerne lovede U.S.A. at distribuere varer (”årsydelser”) i form af f.eks. landbrugsredskaber og husdyr for samlet 50.000 dollars i halvtreds år (artikel 7). U.S.A. kunne reducere eller stoppe årsydelsen til stammer, der brød traktaten (artikel 8).:594-595 
Traktaten skulle godkendes af senatet efter afslutningen af forhandlingerne på prærien.

## Bemærkelsesværdige ting ved traktaten
Ved ratificeringen i senatet den 24. maj 1852 blev artikel 7 ændret, så U.S.A. kun skulle betale årsydelsen på 50.000 dollars i ti år, men med mulighed for at forlænge perioden med fem år.:1065  Alle stammer accepterede i sidste ende dette,:135  skønt en fodnote i et værk fra 1904 med alle U.S.A.s indianertraktater samlet ét sted fastslog noget andet og førte til en antagelse om, at crowerne ikke var gået med til denne forringelse af vilkårene.:594  Crowernes accept kom den 18. september 1854.:1080  En anden fodnote har affødt forvirring om traktatens gyldighed;:786  traktaten er gyldig og bindende.:1065  Traktaten blev forlænget med de fem år, der var mulighed for af præsident Franklin Pierce.:1068 
Traktatens artikel 5 fastlægger grænserne for blackfoot-stammens territorium i Montana, skønt ingen sortfødder deltog i forhandlingerne ved Horse Creek. Traktaten har ikke en eneste ”underskrift” (kaldet ”X-mærke”) fra en blackfoot høvding. Denne del af traktaten ses der derfor gerne bort fra. Den første gyldige traktat mellem U.S.A. og sortfødderne og disses allierede i gros ventre-stammen regnes for en traktat indgået i 1855.:50 og 222 
Lakotaerne gjorde krav på et landområde i Nebraska fra sammenløbet af North Platte – og South Platte River og derfra i en snorlige grænse mod nordøst til White Rivers udløb i Missouri River i South Dakota. Dette krav gik U.S.A. ind på. Senere viste det sig, at pawnee-stammen (der ikke var repræsenteret under forhandlingerne ved Horse Creek) fremsatte overlappende krav;:212  U.S.A. anerkendte disse i forbindelse med pawnee-stammens afståelse af land i 1857.:819 
Da traktaten kun beskæftigede sig med landområder syd og vest for Missouri River, fik mandan- og hidatsa-stammen ikke traktat på området nord for Missouri River, hvor deres fælles hovedby, Like-a-Fishhook Village, lå. Bl.a. af hensyn til dem slog artikel 5 fast, at indianerne fortsat kunne have legitime krav på land i andre områder.:595 
Den østlige grænse for crowernes traktatområde fulgte Powder River fra udløbet i Yellowstone River og sydpå lige til flodens udspring. Derfra forsatte grænsen videre langs bjergkæden i Black Hills. De samme Black Hills er nævnt som en del af den vestlige grænse for lakotaernes traktatområde. De omtalte Black Hills er højderyggene i en bjergkæde i Wyoming, der engang efter 1851 skiftede navn til Laramie Mountains;:741  de skal ikke forveksles med Black Hills i South Dakota, som klart var omfattet af lakotaernes territoriale krav i 1851.
Cheyennerne og arpahoernes traktatområde skulle ifølge teksten have en sydlig grænse, der fulgte Arkansas River fra dens udspring og østpå. Dette blev imidlertid siden udlagt, så grænsen over en lang strækning fulgte flodsengen af det sydligste tilløb til Arkansas River, Las Animas River. De to stammer fik således udvidet deres traktatområde i Colorado så betragteligt mod syd, at det overlappede ikke-fastlagte comanche krav.:786 

## Efter traktaten trådte i kraft
U.S.A. prøvede at distribuere varer til indianerne som aftalt i traktaten op gennem 1850erne og 1860erne,:106  men varerne nåede ikke altid frem af forskellige grunde,:87  og de blev til tider uddelt på upraktiske steder for stammerne.:35  Varerne svarede ikke altid til indianernes ønsker, og de kom sjældent i de forventede mængder, skønt kongressen godkendte bevilinger på samlet over en million dollars til dækning af årsydelserne fra 1853-1865.:1071  Selv amerikanere udtrykte mistanke om at lasten svandt ind under den lange flodtransport ind på den nordlige prærie.:107  Indianeragenter blev beskyldt for at stikke varer til side og senere sælge dem til de retmæssige ejere.:35 
Den indbyrdes fredsaftale mellem de indianske arvefjender holdt kun kort tid. Senest i 1853 startede kampene så småt igen. Snart var alt ved det gamle, og alle stammerne beskyldte gensidigt hinanden for brudte løfter.:ff. 85  Mindst én gang i 1850erne måtte arapahoerne se sig angrebet af lakotaer, som de ellers regnede for venligsindede folk.:136-140  I løbet af elleve år tog lakotaerne kontrol over territoriet nord for Heart River i North Dakota, som arikaraerne, mandanerne og hidatsaerne havde traktat på.:108  I vest overskred lakotaerne Powder River i søgen efter bisoner og invaderede crowernes traktatområde med deraf følgende kampe mellem stammerne, som også cheyennerne og arapahoerne deltog i på lakotaernes side.:84  :122  Crow høvding Big Robber (underskriver af traktaten) blev dræbt i en kamp af en slags mod lakotaer i 1858.:83  Samme år klagede lakotaer til U.S.A. over crowernes fjendtlige holdninger, og ved Upper Platte River følte hverken de eller cheyennerne sig i sikkerhed for raids udført af krigere fra crow-stammen.:103 
Af Fort Laramie traktatens otte stammer kom U.S.A. periodevis i kamp med tre af dem efter 1851: Lakotaerne, cheyennerne og arapahoerne. (En kort kamp mellem amerikanske soldater og crowen Sword Bearer og hans få tilhængere den 5. november 1887 regnes ikke for en krig mod crow-stammen som sådan.):160  Brulé-lakota høvding Conquering Bear (underskriver af traktaten) blev dødeligt såret som den første i forbindelse med Grattan-episoden i 1854, der indledte kampene mellem lakotaerne og den amerikanske hær.:99  Den amerikanske hær og cheyennerne kom på kant med hinanden første gang i 1856, men fra da af udviklede relationerne sig hurtigt i den forkerte retning; primært forværret af amerikanere, der nu slog sig ned på prærien permanent i stedet for at lægge den bag sig på vejen til Santa Fe.:100  Arapahoerne prøvede gerne at glide af på småkonflikter mellem dem og amerikanerne i 1850erne, men fra 1860erne kom det til sammenstød.:35  Konflikter ulmede i det skjulte, fordi selvstændige indianerlejre ikke følte sig bundet af løfter til hverken U.S.A. eller andre indfødte nationer, der var afgivet af høvdinge uden reel magt over hele stammen.
Fra 1854 og to årtier frem ville arikaraerne, mandanerne og hidatsaerne bede den amerikanske hær om hjælp til at stække lakotaerne, der ikke tillod de tre små stammer at jage i disses eget traktatområde syd for Missouri River.:106  Crowerne så deres traditionelle og nu tilmed trakatbestemte landområde vest for Powder River blive overtaget af deres tre værste fjender: Lakotaerne, cheyennerne og arapahoerne.:127   Crowerne indgik et rationelt motiveret samarbejde med den amerikanske hær for at stoppe fjendernes fremmarch, bl.a. ved at spejde for hæren og ride med post.:xi  :39  Assiniboinerne og U.S.A. overholder den indgåede fredsaftale fra 1851.:lvii  :221 
Alle Fort Laramie traktatens stammer ville på et eller andet tidspunkt mellem 1851 og 1888 indgå en eller flere nye traktater med amerikanerne eller blive præsenteret for administrative ordrer, der indebar landafståelser til U.S.A. og dannelsen af et indianerreservat.

## Den trykte traktat
- Fort Laramie traktaten, 1851, trykt version, side 594 (side 1 af 3)
- Fort Laramie traktaten, 1851, trykt version, side 595 (side 2 af 3)
- Fort Laramie traktaten, 1851, trykt version, side 596 (side 3 af 3)